# دوان چی ری
دوان چی ری (انگلیسی: Duan Qirui; ۶ مارس ۱۸۶۵ – ۲ نوامبر ۱۹۳۶) یک افسر و سیاستمدار اهل دودمان چینگ بود. او در ارتش بیانگ، فرمانده بود، همچنین از ۱۹۱۳ تا ۱۹۱۸ بالاترین مقام اجرایی در پکن بود. به گمان برخی از ۱۹۱۶ تا ۱۹۲۰ او قدرتمندترین مرد چین بوده‌است.